# Jesper Tjäder
Jesper Tjäder, né le 22 mai 1994, est un freeskier suédois spécialiste du slopestyle. Il a gagné la Coupe du monde de slopestyle en 2014.

## Palmarès

### Jeux olympiques
| Édition/Discipline | Slopestyle                          |
| Sotchi 2014        | 24e                                 |
| Pyeonchang 2018    | 23e                                 |
| Pékin 2022         | Médaille de bronze, Jeux olympiques |

### Coupe du monde
- Meilleur classement général : 3e en 2014.
- 1 petit globe de cristal :
  - Vainqueur classement slopestyle en 2014.
- 8 podiums dont 1 victoire.

#### Podiums
| Saison / Épreuve | Slopestyle |
| ---------------- | ---------- |
| 2013-2014        | Silvaplana |
| 2022-2023        | Silvaplana |